# Anthene lindae
Linda's Hairtail (Anthene lindae) là một loài bướm thuộc họ Lycaenidae. Loài này có ở Nam Phi, ở đó nó is only known from a few localities in the North Cape.
Sải cánh từ có khoảng 19 mm đối với con đực và có khoảng 22 mm đối với con cái. Cá thể trưởng thành mọc cánh từ tháng 9 tới tháng 12. Mỗi năm loài này có một thế hệ.
Ấu trùng có thể ăn Acacia erioloba species.